# ジョヴァンニ・カルノヴァリ
ジョヴァンニ・カルノヴァリ（Giovanni Carnovali、1804年9月29日 - 1873年7月5日）はイタリアの画家である。イル・ピッチョ（Il Piccio）の仇名でも知られる。

## 略歴
現在のロンバルディア州ヴァレーゼ県のモンテグリーノ・ヴァルトラヴァーリアに生まれた。まだ11歳であった1815年にベルガモの美術学校アッカデミア・カッラーラに入学、校長のジュゼッペ・ディオッティに学び、すぐに才能を認められた。当時のアカデミック絵画の主流であった新古典主義から離れるようになり、16世紀のイタリア絵画の伝統に従う肖像画を描くようになった。
美術学校の展覧会に出展し、1826年から宗教画などの依頼を受けるようになった。1820年代後半に修行の旅に出て、1831年にローマで働き、パルマでも働いた。1838年にミラノに移り、ブレラ美術アカデミーの展覧会に出展した。この頃、トランクイッロ・クレモナを弟子にしたとされる。15世紀の画家コレッジョ、ミラノで働いた画家アンドレア・アッピアーニおよび当時のフランス美術の影響も受けたとされ、あいまいな輪郭を特徴とするスタイルで描くようになった。1843年に再びローマを旅し、1845年にはナポリやパリを旅したとの記録もある。
クレモナで歿した。

## 作品

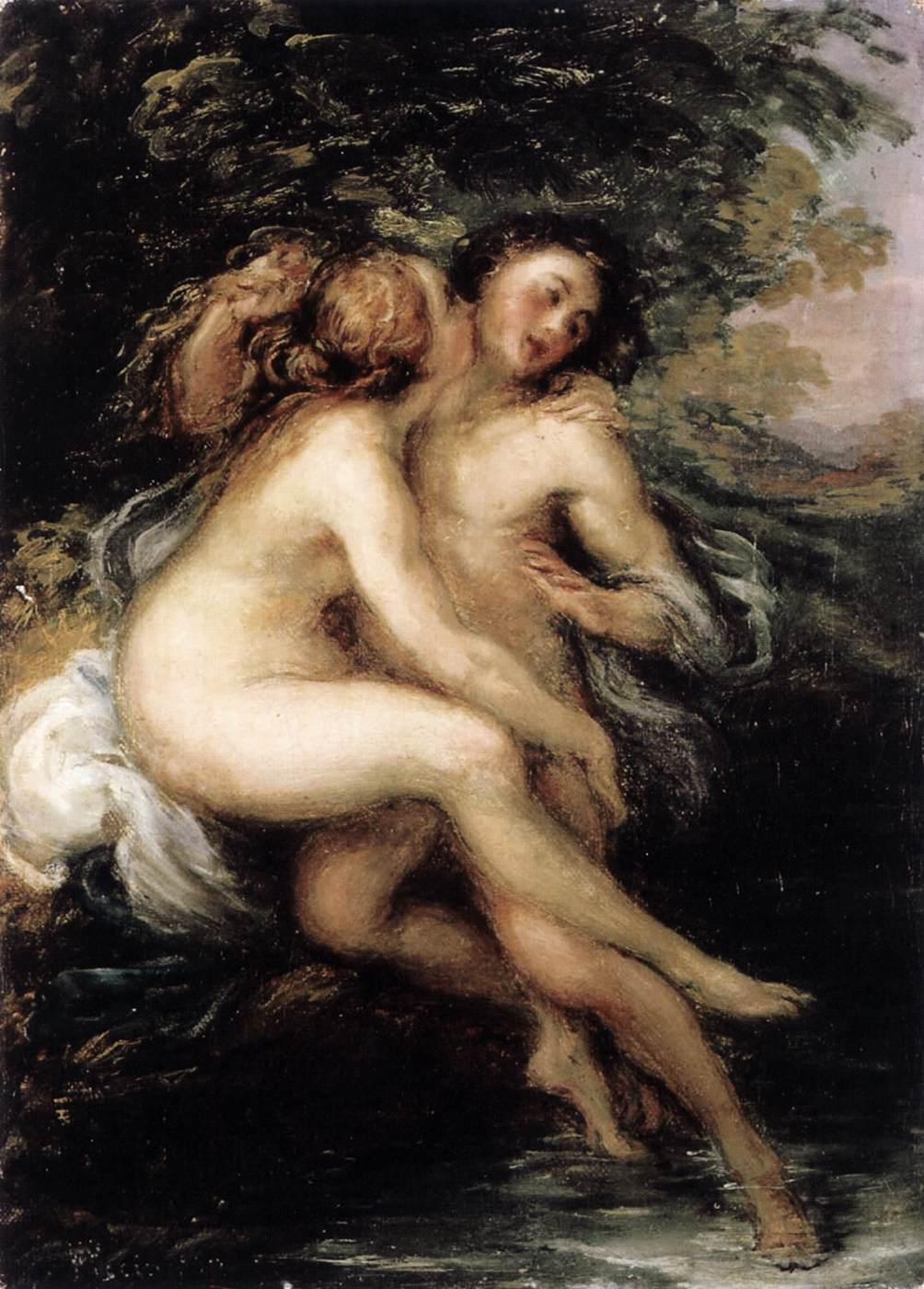
サルマキスとヘルマプロディートス (1856)
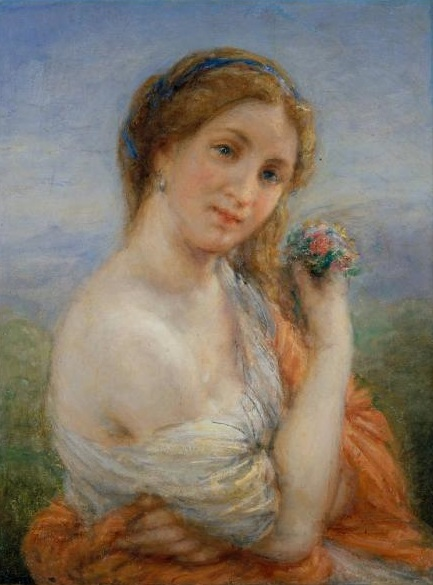
フローラ (c.1868)
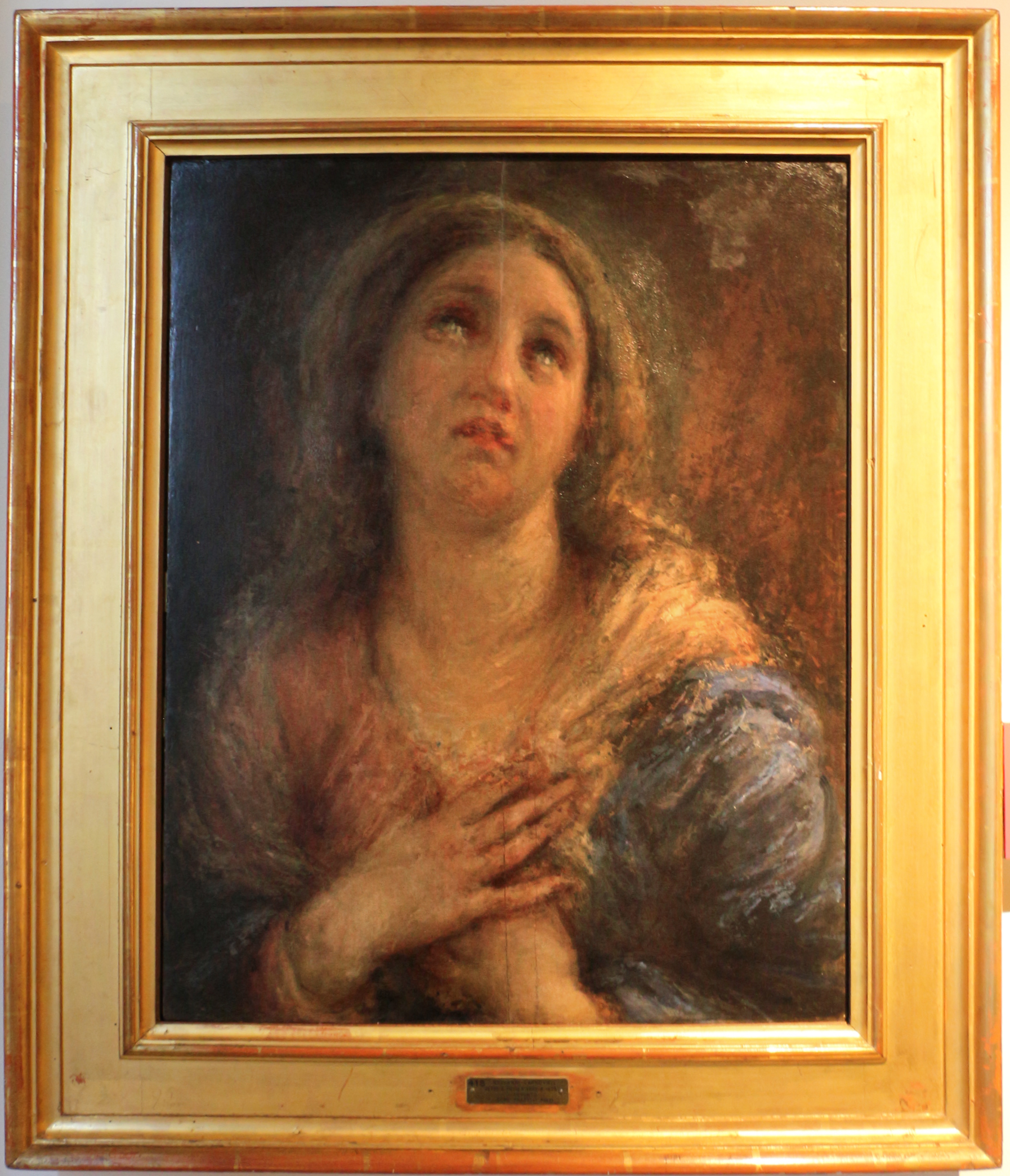
マドンナ
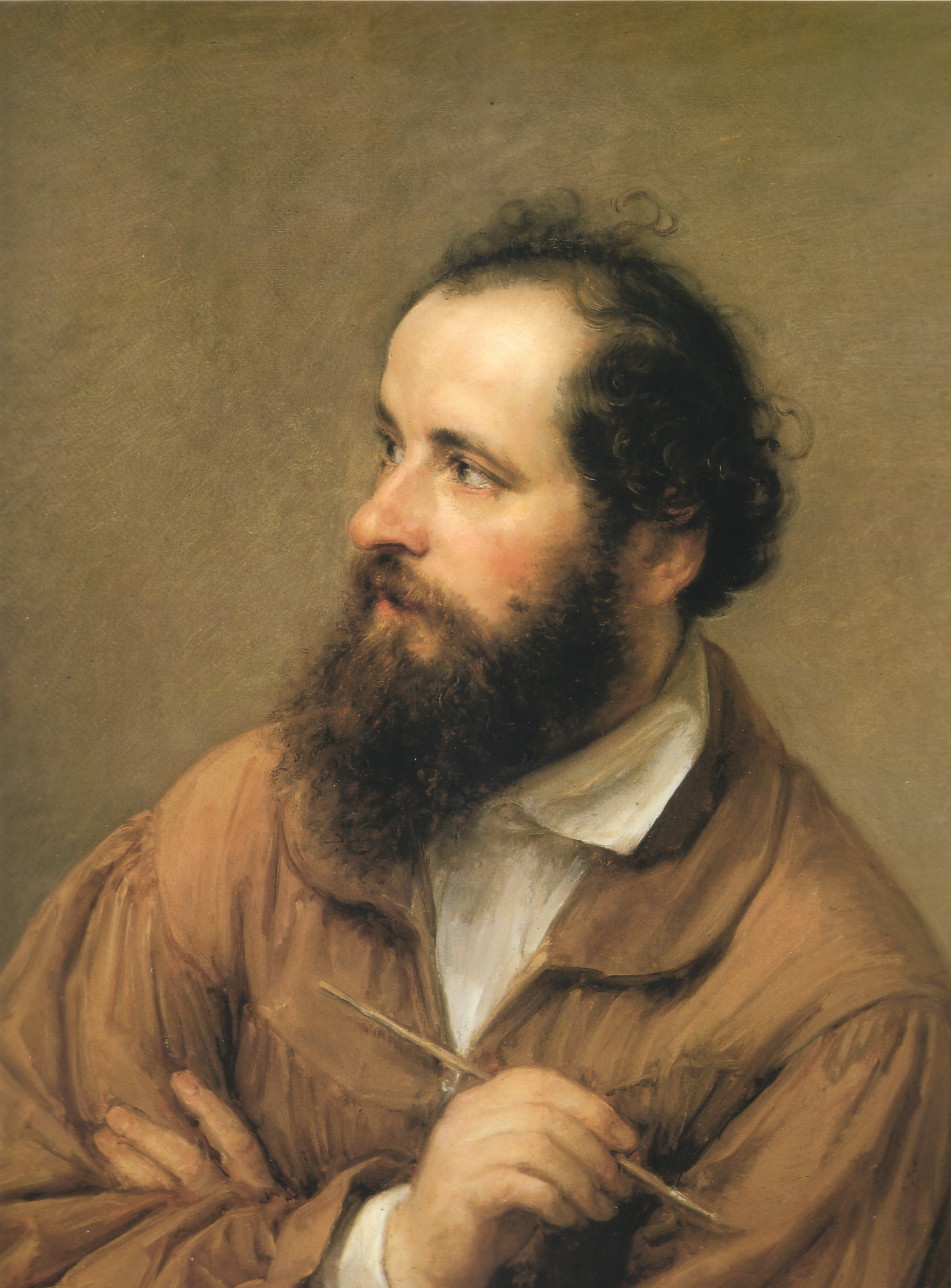
画家ジャコモ・トレクール（イタリア語版、英語版）